# Велбот
Велбот (от на английски: whaleboat, буквално „китова лодка“) е бързоходна, относително тясна, 4/8-гребна лодка с остри образувания на носа и кърмата. Гребците са разположени по един на банка, веслата по десния и левия борд са през едно. Благодарение на еднаквите краища, велбота не се забива при попътни вълни, и добре преодолява линията на прибоя. Освен това, на него е еднакво лесно да се гребе и наобратно. Първоначално се използва в китобойството, заради което и носи това име. По-късно започва често да се използва като спасителен бот или при патрулиране на плажовете, тъй като при него не е необходимо допълнително време за обръщане на посоката.
Традиционно гребен съд, макар при лова на китове също има и разглобяема мачта и ветрила. От втората половина на XIX век, също има и шверт (подвижен кил). При движение с ветрила се управлява с помощта на сваляем рул, при гребане с кърмово весло. При използване в китобойството на кърмата се поставя здрав дървен битенг, на който рулевия задържа харпунния лин след попадение в кита. За него кита влачи велбота, докато не успеят да го убият.
При съвременните военни кораби велботи понякога се наричат относително леките и бързоходни лодки за превоз на личния състав.